# Contea di Weld
La contea di Weld in inglese Weld County è una contea dello Stato del Colorado, negli Stati Uniti.
La popolazione al censimento del 2000 era di 180 936 abitanti. Il capoluogo di contea è Greeley. Condivide con la vicina contea di Larimer la città di Windsor.

## Città e comuni
- Aristocrat Ranchettes
- Ault
- Dacono
- Eaton
- Evans
- Firestone
- Fort Lupton
- Frederick
- Garden City
- Gilcrest
- Greeley
- Grover
- Hudson
- Johnstown
- Keenesburg
- Kersey
- La Salle
- Lochbuie
- Mead
- Milliken
- Nunn
- Pierce
- Platteville
- Raymer
- Severance
- Windsor